# Silvertown Blues
Silvertown Blues è un brano musicale di Mark Knopfler, distribuito come singolo nel 2001.
Il testo del brano denuncia i danni provocati dalla speculazione edilizia nel distretto fluviale londinese di Silvertown, con particolare riferimento alla costruzione del Millennium Dome e all'apertura dell'aeroporto di Londra-City. Alle fasi di registrazione del pezzo presero parte anche Chris Difford e Glenn Tilbrook degli Squeeze.
Knopfler interpreta la canzone con una Gibson Les Paul.